# Rocambole (film, 1963)
Pour les articles homonymes, voir Rocambole.
Pour plus de détails, voir Fiche technique et Distribution.
Rocambole est un film franco-italien réalisé par Bernard Borderie, sorti en 1963.

## Synopsis
Rocambole, que l'on croyait mort au bagne, réapparaît à Londres où il ridiculise un diplomate allemand, puis à Paris où il se joue d'un marchand d'armes.

## Fiche technique
- Titre original : Rocambole
- Réalisation : Bernard Borderie
- Scénario : Bernard Borderie, Ugo Liberatore, Fulvio Gicca Palli, d'après le personnage de Pierre Alexis de Ponson du Terrail
- Adaptation et dialogues : Bernard Borderie, Gérald Devriès
- Décors : Giancarlo Bartoloni-Salimbeni
- Photographie : Angelo Lotti
- Montage : Antonietta Zita
- Musique : Gianni Fusco
- Production : Raymond Borderie
- Société de production : 
  -  Films modernes, CICC
  - Explorer Films 58
- Société de distribution : SN Prodis
- Pays de production :  France,  Italie
- Langue originale : français
- Format : couleur (Eastmancolor) — 35 mm — 2,35:1 (Pancroscope) —  son Mono
- Genre : Film d'espionnage
- Durée : 90 minutes
- Dates de sortie : France : 8 mai 1963

## Distribution
- Channing Pollock : Rocambole
- Edy Vessel : Cléo
- Guy Delorme : commissaire Agus
- Nadia Gray : Bellini
- Alberto Lupo : Baron Keller
- Rik Battaglia : Conrad Von Berthold
- Lilla Brignone : la Grande-Duchesse
- Franco Volpi : D'Autin
- Mino Doro : l'avocat
- Giuseppe Porelli : le bijoutier Fouquet
- Gaetano Quartararo : un homme de Keller
- Ettore Ribotta : le chef des guichetiers
- Gianni Santuccio : Mister Smolling
- Gianni Solaro : le Grand-Duc
- Benito Stefanelli : Fritz
- Pietro Tordi : le Préfet de police